# Gare de Digoin
La gare de Digoin est une gare ferroviaire française de la ligne de Moulins à Mâcon située sur le territoire de la commune de Digoin dans le département de  Saône-et-Loire en région Bourgogne-Franche-Comté.
C'est une gare voyageurs de la Société nationale des chemins de fer français (SNCF) du réseau TER Bourgogne-Franche-Comté, desservie par des trains express régionaux. Elle est ouverte au service Fret SNCF.

## Situation ferroviaire
Établie à 234 mètres d'altitude, la gare de Digoin est située au point kilométrique (PK) 55,712 de la ligne de Moulins à Mâcon entre les gares de Saint-Agnan et de Paray-le-Monial

## Histoire
La gare de Digoin est mise en service le 16 septembre 1867 par la Compagnie des chemins de fer de Paris à Lyon et à la Méditerranée (PLM), lorsqu'elle ouvre à l'exploitation la deuxième section de Montceau-les-Mines à Digoin, de sa « ligne de Chagny à Moulins ». De 1893 à 1953, un chemin de fer desservait la vallée de l’Arroux, sur 59 kilomètres entre Digoin et Étang. Il ne subsiste plus grand-chose de cette voie à écartement métrique aujourd'hui.
Après la création de la Société nationale des chemins de fer français (SNCF) la ligne prend le nom de ligne de Moulins à Mâcon, n°770000.

## Service des voyageurs

### Accueil
La gare SNCF dispose d'un bâtiment voyageurs avec guichet ouvert du lundi au vendredi et fermé les samedis, dimanches et jours fériés.

### Dessertes
Digoin est une gare voyageurs SNCF du réseau TER Bourgogne-Franche-Comté, desservie par des trains express régionaux des relations : Nevers - Lyon-Perrache et Moulins-sur-Allier - Paray-le-Monial.
Voici les fréquences des dessertes des trains au 25 décembre 2024 :
- Du lundi au vendredi, 1 aller vers Montchanin, 3 allers vers Lyon, 1 aller vers Tours, 2 allers vers Nevers, 1 aller vers Clermont-Ferrand
- Le samedi, 2 allers vers Lyon, 1 aller vers Tours, 1 aller vers Nevers, 1 aller vers Clermont-Ferrand
- Le dimanche et jours fériés, 1 aller vers Montchanin, 3 allers vers Lyon, 1 aller vers Tours, 1 aller vers Nevers

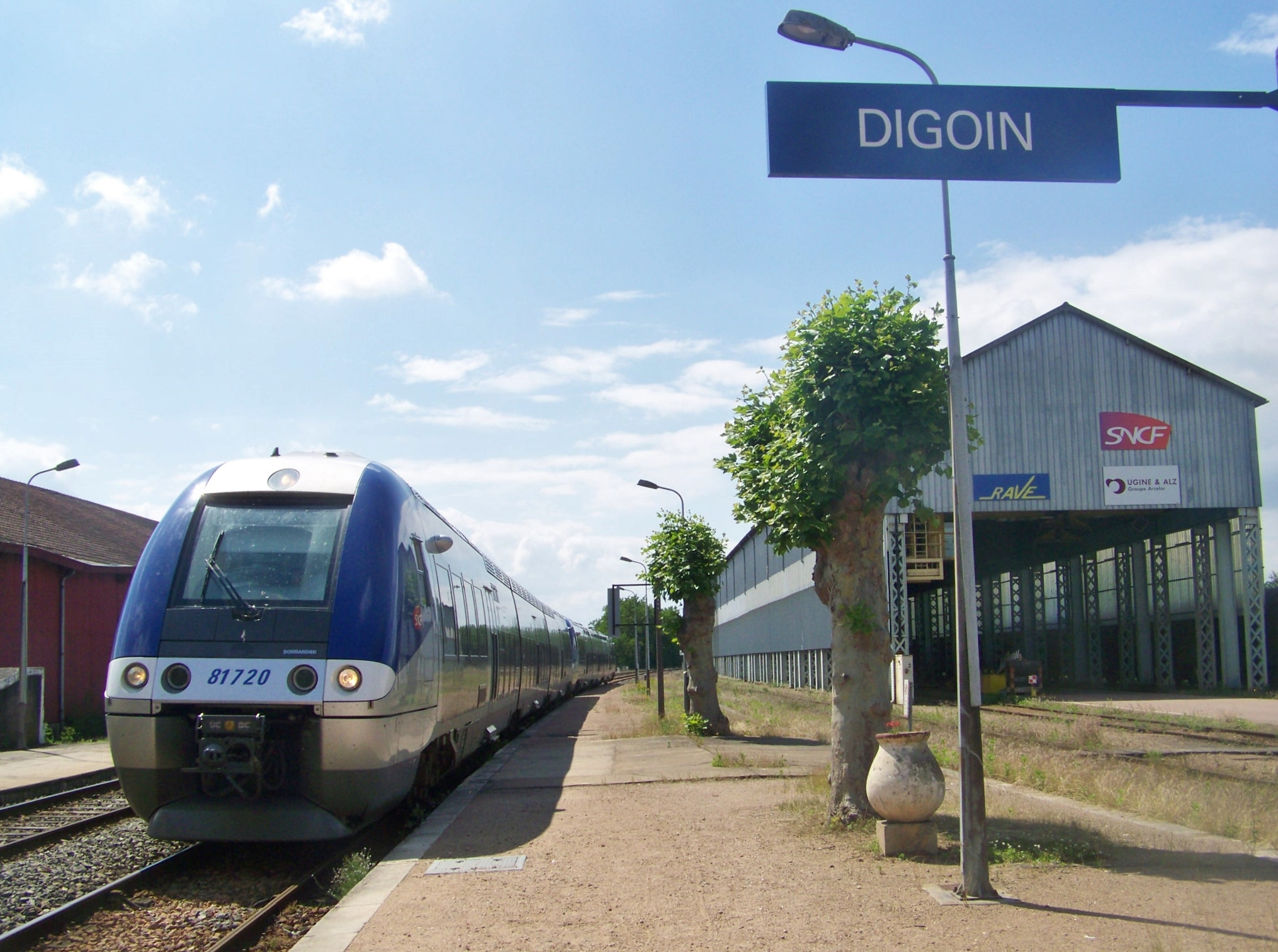
Arrivée en gare d'un TER Tours-Lyon.

### Intermodalité
Un parc pour les vélos et un parking pour les véhicules y sont aménagés. Elle est desservie par des cars TER de la relation Digoin - Chauffailles - Lozanne et de la relation Moulins - Digoin - Paray-le-Monial.

### Service des marchandises
La gare de Digoin est ouverte au service Fret SNCF. Un accord commercial permet une desserte en trafic wagon isolé.